# Телфэр (округ)
Те́лфэр (англ. Telfair County) — округ штата Джорджия, США. Административный центр округа — город Мак-Рей — Хелина.

## История
Округ Телфэр основан в 1807 году.

## География
Округ занимает площадь 1150 км², в том числе открытые водные пространства занимают 17,5 км².
|          | Додж   | Лоренс       | Уилер |  |
| Уилкокс  | север  |              |       |  |
| Уилкокс  | Телфэр |              |       |  |
| Уилкокс  | юг     |              |       |  |
| Бен-Хилл | Коффи  | Джефф-Дейвис |       |  |

## Демография
Согласно Бюро переписи населения США, в округе Телфэр в 2000 году проживало 11 794 человека.
По оценке 2016 года, в округе Телфэр проживало 15 965 человек, плотность населения составляла 14,1 чел./км².